# Rusland op het Eurovisiesongfestival 2001
Rusland nam deel aan het  Eurovisiesongfestival 2001 in Kopenhagen, Denemarken. Het was de 5de deelname van het land op het Eurovisiesongfestival. Rusland vaardigde Moemi Troll af, die met Lady Alpine Blue naar Zweden ging.

## Selectieprocedure
Net zoals in 2000, koos men ervoor om hun kandidaat en lied intern te selecteren.
In totaal waren er meer dan 2000 inzendingen ingezonden en de inzending werd gekozen door een jury.
Uiteindelijk koos men voor Moemi Troll met het lied Lady Alpine Blue.

## In Kopenhagen
Tijdens de finale trad Rusland als 6de aan van 25 landen net na Israël en voor Zweden. Ze eindigde na de puntentelling op de 12de plaats met 37 punten.
België nam niet deel in 2001 en Nederland had geen punten over voor deze inzending.

### Gekregen punten

#### Finale
| 12 punten               | 10 punten  | 8 punten  | 7 punten | 6 punten |
| ----------------------- | ---------- | --------- | -------- | -------- |
|                         | - Litouwen | - Letland |          |          |
| 5 punten                | 4 punten   | 3 punten  | 2 punten | 1 punt   |
| - Griekenland - IJsland | - Estland  | - Israël  | - Malta  |          |

### Punten gegeven door Rusland

#### Finale
Punten gegeven in de finale:
| 12 punten | Frankrijk           |
| 10 punten | Litouwen            |
| 8 punten  | Duitsland           |
| 7 punten  | Malta               |
| 6 punten  | Estland             |
| 5 punten  | Griekenland         |
| 4 punten  | Slovenië            |
| 3 punten  | Verenigd Koninkrijk |
| 2 punten  | Zweden              |
| 1 punt    | Nederland           |

1994 · 1995 · 1996 · 1997 · 1998-1999 · 2000 · 2001 · 2002 · 2003 · 2004 · 2005 · 2006 · 2007 · 2008 · 2009 · 2010 · 2011 · 2012 · 2013 · 2014 · 2015 · 2016 · 2017 · 2018 · 2019 · 2020 · 2021 · 2022-2025